# Comtat Venaissin
Het Comtat Venaissin, kortweg het Comtat (Provençaals Coumtat Venessin, in het Nederlands soms  graafschap Vennaissin genoemd), is een gebied in Frankrijk dat vroeger behoorde tot de Kerkelijke Staat. Het vormt nu het grootste deel van het departement Vaucluse. De voornaamste steden zijn Carpentras, Cavaillon, L'Isle-sur-la-Sorgue en Vaison-la-Romaine. 

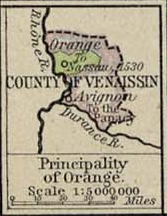
Venaissin omgeeft het prinsdom Oranje

## Naam
Het woord "Comtat" is Occitaans voor graafschap. De oorsprong van het adjectief "Venaissin" is omstreden. Volgens een populaire theorie komt dit van het dorp Venasque (Latijn Vindasca). De naam zou dus afgeleid zijn van het Latijnse Comitatus Vindascensis (graafschap Venasque).  Die naam komt echter als zodanig niet voor op oude documenten en bestaan van een graafschap Venasque is nooit aangetoond, net zomin als dat Venasque de oorspronkelijke hoofdstad van het Comtat Venaissin zou zijn geweest. Volgens een andere theorie is de naam afgeleid van Comitatus Avennicinus (het graafschap Avignon).
Hoe dan ook wordt Venaissin niet als zelfstandig naamwoord gebruikt zodat een benaming als "graafschap Vennaissin" niet klopt. 

## Geschiedenis

### Ontstaan
Het latere Comtat Vennaissin maakte deel uit van de gebieden die de graven van Provence in de tiende eeuw definitief in handen kregen, na een einde te hebben gemaakt aan de voortdurende invallen van moslims uit Spanje. Begin twaalfde eeuw brak een opvolgingsstrijd uit over het graafschap Provence tussen de graven van Toulouse en de graven van Barcelona, die allebei aan een tak van het huis Provence verwant waren. Dat leidde in 1125 tot een verdelingsverdrag. Het grootste deel van het graafschap ging naar de graaf van Barcelona, maar een deel langs de Rhône ten noorden van de Durance kwam als markgraafschap of markizaat Provence naar de graaf van Toulouse. Doordat onder meer Avignon, Orange en Valence aparte entiteiten werden raakte dit markizaat beperkt tot het latere Comtat Vennaissin. 
Door het Verdrag van Meaux (1229) dat een einde maakte aan de Albigenzische kruistochten, gingen de meeste bezittingen van de graaf Raymond VII van Toulouse naar de Franse kroon. De gebieden ten oosten van de Rhône, namelijk gelegen in het Heilige Roomse Rijk, zouden naar de paus gaan, maar de Franse koning Lodewijk IX voerde die bepaling niet uit. Het markizaat Provence bleef aan Raymond VII, zoals keizer Frederik II besliste in december 1235. Door hetzelfde Verdrag van Meaux huwde Lodewijks broer, Alfons van Poitiers, met Raymonds dochter, Johanna van Toulouse. Toen Alfons in 1271 zonder nakomelingen overleed, ging de erfenis naar de Franse koning Filips III. In uitvoering van het verdrag schonk Filips een stuk van het markizaat, de streek rond Avignon, dan toch aan paus Gregorius X. Vanaf toen werd het gebied gewoonlijk aangeduid als Comtat Vennaissin.

### Pauselijk gebied

#### De pausen tijdens de "Babylonische ballingschap"
Het Comtat Vennaissin zou als pauselijk gebied een belangrijke rol spelen tijdens de zogenaamde Babylonische ballingschap der pausen, toen de toenmalige (Franse) pausen niet in Rome resideerden. Paus Clemens V vestigde zijn curie in Carpentras in 1313. Het jaar daarop begon in Carpentras het conclaaf voor de verkiezing van een nieuwe paus, maar pas in 1316 werd Johannes XXII verkozen, nadat het conclaaf naar Lyon was verplaatst. De nieuwe paus ging resideren in Avignon, dat niet tot het Comtat behoorde, maar er wel vlakbij lag. Diezelfde paus Johannes XXII kocht een enclave in het prinsdom Dauphiné aan: de Enclave des papes. 
Avignon zou pauselijke residentie blijven tot in 1377, en ook nadien zouden er tot 1404 tegenpausen resideren als gevolg van het Groot Schisma.
Het Comtat Vennaissin speelde in die tijd een belangrijke rol als graanschuur voor het pauselijk hof. Om die reden werden de wijngaarden van de streek, zoals Châteauneuf-du-Pape en Beaumes-de-Venise sterk ontwikkeld. 
Het Comtat werd in naam van de paus bestuurd door een rector. De bewoners betaalden meestal geen belastingen en waren niet onderworpen aan legerdienst, hetgeen de zone bijzonder aantrekkelijk maakte.

#### Latere eeuwen pauselijk bewind
Na het definitief vertrek van de pausen bleven Avignon en het Comtat deel uitmaken van de Kerkelijke Staat. Ze werden bestuurd door een kardinaal-legaat, die in Avignon zetelde, later bijgestaan door een vicelegaat. Sinds 1692 was er nog enkel een vicelegaat. Daarnaast bleef het Comtat zijn eigen rector in Carpentras houden.   
Door de Franse annexatie van de Provence (1481) en van het prinsdom Orange (1713) raakte dit pauselijk gebied volledig ingesloten door Frankrijk. De Franse koningen maakten van die situatie misbruik door hoge douanerechten aan de grenzen te eisen. In geval van zware onenigheid tussen Parijs en Rome werd alle handel afgesneden of het gebied zelfs bezet.  
De Franse koning Lodewijk XIV liet het Comtat liefst driemaal bezetten: in 1663, 1668 en 1687-1688. Zijn opvolger Lodewijk XV deed dit van 1768 tot 1774 om de paus onder druk te zetten de jezuïetenorde te ontbinden. 
Economisch was die toestand zeer nadelig voor de bevolking, die vaak honger leed en weinig voordeel had aan deze geïsoleerde situatie.

### Franse revolutie en annexatie
Bij het begin van de Franse Revolutie (1789) was de toestand in het Comtat vrijwel even gespannen als in Frankrijk. Er dreigde hongersnood en er waren voedselrellen. Net als op het Franse platteland ontstonden er in de zomer van dat jaar boerenopstanden. 
In Parijs gingen er snel stemmen op om de pauselijke enclave te annexeren. Maar terwijl Avignon snel een revolutionair bestuur kreeg dat de annexatie genegen was, bleef de houding van het Comtat Vennaissin aanvankelijk gematigd. Er werden verkiezingen gehouden van de "Staten-Generaal van het Comtat Venaissin", die in op 28 mei 1790 in Carpentras bijeenkwamen, zich omvormden tot Representatieve Vergadering en een einde maakten aan de pauselijke alleenheerschappij. Het Comtat werd daardoor in feite een onafhankelijke staat met de paus als constitutioneel monarch.  
De spanningen tussen Carpentras en het meer radicale Avignon namen toe en het kwam zelfs tot een kleine burgeroorlog, waarbij Carpentras twee keer belegerd werd door de aanhangers van Avignon. Nadat de laatsten de overhand gekregen hadden, stopte de Representatieve Vergadering haar werkzaamheden. Op 18 augustus 1791 kwamen afgevaardigden van alle gemeenten van het Comtat in de kerk van Bédarrides bijeen om de aanhechting van het gebied bij Frankrijk te vragen. Ze beriepen zich toen op het zelfbeschikkingsrecht der volkeren.
Op 14 september 1791 keurde de Franse Constituante een wet goed waarbij Avignon en het Comtat Venaissin bij Frankrijk werden ingelijfd. Het voormalige Comtat Venaissin werd op 28 maart 1792 een deel van het departement Drôme, terwijl Avignon een deel van de Bouches-du-Rhône werd, maar vanaf 12 augustus 1793 vormden beide gebieden met enkele aangrenzende gemeenten zoals de steden Orange en Apt, het nieuwe departement Vaucluse. Enkele vroegere exclaves van het Comtat bleven in de Drôme. Het huidige kanton Valréas is nog altijd een exclave van de Vaucluse in de Drôme.
Paus Pius VI zou in 1797 de annexatie erkennen met het verdrag van Tolentino.

## Joodse aanwezigheid
Als pauselijk gebied werd het Comtat Venaissin een vrijplaats voor joden. In het algemeen genoten de "joden van de paus" een relatieve bescherming, vergeleken met hun toestand in andere staten, ook in Frankrijk, dat in de 14de eeuw alle joden uitwees. 
Weliswaar verjoeg paus Johannes XXII in 1322 alle joden uit het Comtat, waarbij ook de synagoges werden vernield, maar vier jaar later waren ze alweer terug, zij het onder zware discriminerende bepalingen. Het aantal joden nam er nog toe toen ze in het begin van de zestiende eeuw uit de Provence werden verdreven.
Sinds 1624 mochten de pauselijke joden alleen nog verblijven in de steden Avignon, Carpentras, Cavaillon en L'Isle-sur-la-Sorgue. Elk van die steden had een joodse wijk (carrière genaamd), die 's nachts op slot werd gedaan.  
De joden speelden een belangrijke rol in de economie. De synagoge in Carpentras, gebouwd in 1361, is de oudste in Frankrijk die nog steeds gebruikt wordt. Sinds 1367 is daar ook een joodse begraafplaats.
Door de annexatie van het Comtat werden de "joden van de paus", net als de Franse joden, volwaardige Franse staatsburgers. Het gevolg was dat ze bijna allemaal vertrokken om zich in grotere steden te vestigen. De synagoges werden gesloten. Na de onafhankelijkheid van Algerije in 1962 vestigden een aantal uitgeweken Algerijnse joden zich in de streek, waardoor de synagoge van Carpentras opnieuw in gebruik werd genomen. 
Tot de bekende Franse joden wier familie uit het Comtat Venaissin kwam, behoren de componist Darius Milhaud en de historicus Pierre Vidal-Naquet.